# Río Surutú
Der Río Surutú ist ein Fluss im Departamento Santa Cruz im südamerikanischen Anden-Staat Bolivien und gehört zum Flusssystem des Amazonas.

## Verlauf
Der Río Surutú hat seinen Ursprung im Nationalpark Amboró und heißt auf den ersten 36 Kilometern Quebrada Surutú (Spanisch „quebrada“ = Bach). Ab seiner Vereinigung mit dem Río Colorado/Quebrada Blanco heißt er auf den folgenden 89 Kilometern bis zu seiner Mündung Río Surutú.
Der Río Surutú entspringt im Municipio El Torno in der Provinz Andrés Ibáñez im Nationalpark Amboró (Parque Nacional Amboró), anschließend bildet der Fluss über etwa ein Viertel seiner Gesamtlänge die nördliche Begrenzung des Nationalparks.
Die Quebrada Surutú entspringt auf einer Höhe von 1630 m am Südostrand der Sierra Mataracú. Die Quebrada Surutú fließt vornehmlich in nordwestlicher Richtung, durchquert den westlichen Teil des Municipio Porongo (früher: Municipio Ayacucho) in der Provinz Andrés Ibañez und weist in diesem Verlauf mehrere beeindruckende Wasserfälle auf. Nach seiner Vereinigung mit der Quebrada Blanca fließt der Río Surutú in nordwestlicher Richtung, verlässt die Provinz Andrés Ibañez und durchquert in seinem Mittellauf den nördlichen Teil des Municipio Buena Vista in der Provinz Ichilo, um sich schließlich nach insgesamt 125 Kilometern im Municipio Yapacaní mit dem Río Alturas del Yapacaní (Oberer Yapacaní) zum Río Yapacaní zu vereinigen.

## Zuflüsse
Aus der Vorandenkette der Sierra Mataracú wird der Río Surutú durch verschiedene Zuflüsse gespeist, von denen die wichtigsten der Río Colorado, der Río Semayo, der Río Cheyo und der Río Saguayo sind.